# Torneo Cantonal de Tercera División por Santa Bárbara de Heredia (ANAFA) 1983
El Torneo Cantonal de Fútbol de Tercera División de ANAFA 1983, fue la edición número 4 de la (Tercera División de Ascenso) en disputarse, organizada por la Asociación Nacional de Fútbol Aficionado.
Este Torneo constó de 6 equipos a nivel cantonal en Santa Bárbara de Heredia debidamente inscritos en la Asociación Nacional de Fútbol Aficionado (ANAFA).
Y la escuadra campeona sería la que vestiría los colores barbareños y representante por la provincia de Heredia en la Tercera División de Costa Rica.
El club campeón por Santa Bárbara es la A.D. Santa Bárbara, sin embargo pierde la final provincial con la A.D. Barrealeña y logra un subtítulo provincial.

## La clasificación por la Tercera División de Ascenso se dividió en 2 Grupos
| 3.ª. División Cantonal de Ascenso (Grupo 1) | 3.ª. División Cantonal de Ascenso (Grupo 1)  |
| ------------------------------------------- | -------------------------------------------- |
| 1                                           | Selección Distrital del Centro (A.D Machado) |
| 2                                           | Selección Distrital de Barrio Jesús          |
| 3                                           | Selección Distrital de San Bosco             |

| 3.ª. División Cantonal de Ascenso (Grupo 2) | 3.ª. División Cantonal de Ascenso (Grupo 2)     |
| ------------------------------------------- | ----------------------------------------------- |
| 1                                           | Selección Distrital del Centro (A.D. Barbareña) |
| 2                                           | Selección Distrital de San Pedro (C.D. La Grúa) |
| 3                                           | Selección Distrital de Birrí                    |

## La eliminatoria interregional de Tercera División (Heredia) 1983
| 3.ª. División de Ascenso por la Región 9 (Heredia) | 3.ª. División de Ascenso por la Región 9 (Heredia)         |
| -------------------------------------------------- | ---------------------------------------------------------- |
| 1                                                  | A.D. Barrealeña (Ulloa)                                    |
| 2                                                  | Selección de Santa Bárbara                                 |
| 3                                                  | A.D. Independiente Peñarol de San Pedro (Barva de Heredia) |
| 4                                                  | A.D. Belén JR (San Antonio de Belén)                       |
| 5                                                  | A.D. Quesada (San Isidro de Heredia)                       |
| 6                                                  | La Suiza F.C (San Rafael de Heredia)                       |
| 7                                                  | Club Deportivo Barrio San José (San Pablo de Heredia)      |
| 8                                                  | Club Deportivo Migueleño (Santo Domingo de Heredia)        |
| 9                                                  | A.D. Llorente (San Joaquín de Flores)                      |

## Campeón Monarca Cantonal de Tercera División en Santa Bárbara de Heredia 1983
| Tercera División Cantonal Auspiciado por ANAFA 1983                                      | Tercera División Cantonal Auspiciado por ANAFA 1983 |
| ---------------------------------------------------------------------------------------- | --------------------------------------------------- |
| Selección Campeona Cantonal de Tercera División de ANAFA. Asociación Deportiva Barbareña |                                                     |

## Ligas Superiores
- Primera División de Costa Rica 1983

- Campeonato de Segunda División de Costa Rica 1983-1984

- Campeonato de Segunda División B de Costa Rica 1983

- Campeonato de Tercera División de Ascenso por ANAFA 1983

## Ligas Inferiores
- Campeonato de Cuarta División por ANAFA 1983

## Torneos
| Predecesor: Torneo 1982 | Torneo Cantonal de Fútbol en Santa Bárbara de Heredia (ANAFA) 1983 Torneo 1983 | Sucesor: Torneo 1984 |